# Botellinidae
Botellinidae es una familia de foraminíferos bentónicos de la superfamilia Hippocrepinoidea, del suborden Hippocrepinina y del orden Astrorhizida. Su rango cronoestratigráfico abarca el Holoceno.

## Discusión
Clasificaciones previas incluían Botellinidae en el suborden Textulariina del orden Textulariida.

## Clasificación
Botellinidae incluye a las siguientes subfamilias y géneros:
- Botellina
- Protobotellina